# Den Dotter

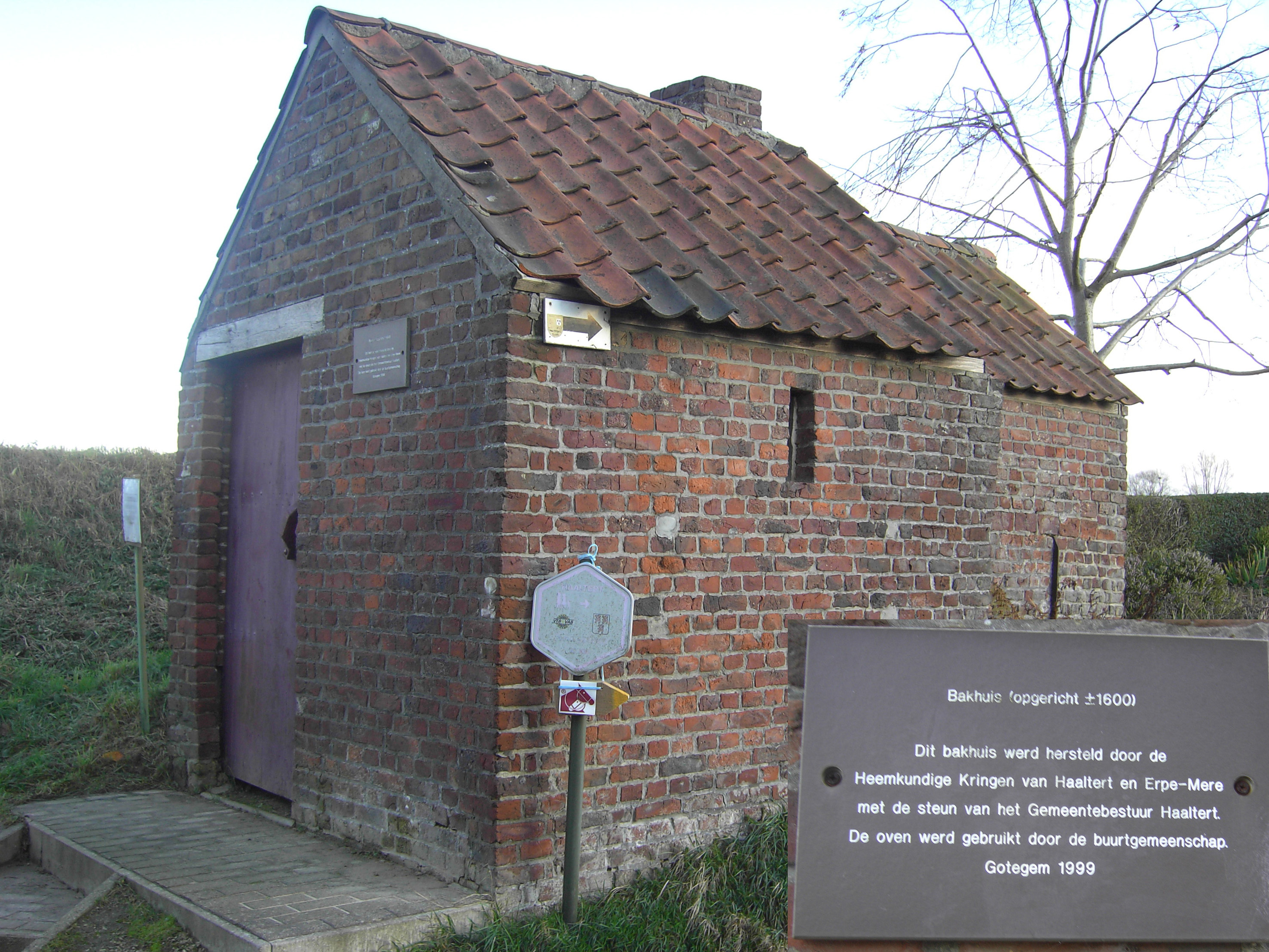
Backhaus in Den Dotter

Den Dotter ist ein 205 Hektar großes Naturschutzgebiet in den Teilgemeinden Aaigem (Gemeinde Erpe-Mere) und Heldergem (Gemeinde Haaltert) im Ostflämischen Denderstreek. Es ist eine sumpfige, fast unbewohnte Gegend, die von dem Bach Molenbeek-Ter Erpenbeek durchflossen wird, der für seine zahlreichen Mühlen (Molens) bekannt ist.

## Wegenetz
Durch Den Dotter laufen zahlreiche Wander- und Radwege. Der Wanderweg Den Dotter beginnt an die Kirche von Aaigem. Der Weg ist rund 10 km lang und endet in dem Bezirk Gotegem. Ein Bach schlängelt sich durch das Naturschutzgebiet, in dem es eine vielfältige Flora mit über 300 Pflanzenarten gibt. Auf befestigten Wegen können Wanderer das Gebiet durchqueren.
Die Parkverwaltung beschäftigt sich hauptsächlich mit der Rodung und Neupflanzung von Bäumen, einer guten Entwässerung und mit dem Mähen der Wiesen mit den überall wachsenden Sumpfdotterblumen. Die Sumpfdotterblume (niederländisch: dotterbloem) war der Namensgeber für das Naturschutzgebiet.